# 구사쓰촌
구사쓰촌(일본어: 草津村)은 일본 군마현 아가쓰마군에 있던 촌이다. 현재의 구사쓰정은 1900년에 분립에 의해 분할에 의해 신설된 것으로, 본촌과는 별개의 자치체이다.

## 연혁
- 1889년 4월 1일 - 정촌제 시행에 의해 8촌을 합병해 성립하였다.
- 1900년 7월 1일 - 오아자 구사쓰, 마에구치는 구사쓰정에, 오아자 아카이와, 고사메, 나마스, 오시, 히카게, 이리야마는 구니촌에 편입되었다.

## 구사쓰정, 구니촌과의 분할
정촌제의 시행으로 성립한 구사쓰촌이였지만, 온천 영업세 등으로 세수의 약 절반을 부담하고 있는 구사쓰와 많은 가구수를 가진 농산촌의 다른 지역에서는 예산에서 의견이 충돌하는 경우가 많았고, 출범 2년 후인 1891년에는 분할 청원이 이루어지게 되었다. 이 청원은 좀처럼 허가되지 않았으나 이후에도 계속된 양 지역 주민들의 강력한 노력 끝에 분할이 인정되었다.

## 참고 문헌
- 角川日本地名大辞典編纂委員会, 『角川日本地名大辞典 10 群馬県』1988, 角川書店
- 六合村誌